# Anna Hofheinz-Gysin
Anna Hofheinz-Gysin, geborene Anna Gysin (* 18. März 1881 in Hornberg; † 14. November 1928 in Oberprechtal) war eine deutsche Dichterin, Pfarrersfrau und Hausfrau.

## Leben
Nach der Volksschule in Hornberg ging Anna Gysin auf das Lehrerseminar in Freiburg im Breisgau. Als Lehrerin arbeitete sie an der Volksschule Sankt Georgen bei Freiburg. 1909 beendete sie aus gesundheitlichen Gründen ihrer Tätigkeit als Lehrerin. Sie ging im gleichen Jahr die Ehe mit dem Müllheimer Stadtvikar Rudolf Hofheinz ein. Dieser wurde 1917 evangelischer Pfarrer im Oberprechtal. Mit ihrem schriftstellerischen Schaffen in alemannischer Mundart bereicherte sie das kulturelle Leben der Gemeinde Prechtal. Anna Hofheinz-Gysin verstarb nur 47-jährig nach langer Krankheit.

## Werke
- Das Schönste an Weihnachten, ein Kinder-Weihnachtsspiel.
- Weihnacht im Krieg, Weihnachtsfestspiel.
- Zuem heilige Owe, Weihnachtsweisheiten und Sprüche in Schwarzwälder Mundart.
- Vom goldenen Fröschlein – eine Schwarzwaldsage
- Der Kranke im Herbst – ein Gedicht
- ’s Annemeile – in Mundart im Buch Der Schwarzwald im Spiegel deutscher Lyrik.
- Der verlorene Sohn  – verschollenes Werk
- Der Schleier der Zoräide – Roman

## Ehrungen
Im Jahr 1928 fand an der Universität Freiburg eine Gedächtnisfeier statt. 1932 widmeten ihr der Badische Schwarzwald-Verein und der Landesverein Badische Heimat einen Brunnen zwischen Landwassereck und Büchereck an der Verbindungsstraße des Oberprechtals mit dem Kinzigtal. Der Entwurf stammte von dem Freiburger Gartendirektor Robert Schimpf, der Bau des Brunnens erfolgte durch das Freiburger Unternehmen Brenzinger & Cie.
1997 wurde ein Brunnen und 2001 das Stüble im evangelischen Pfarrhaus in Oberprechtal zu ihren Ehren eingeweiht.